# Adam Brzozowski (kompozytor)
Adam Brzozowski (ur. 7 października 1930 w Przemyślu) – polski kompozytor, aranżer, klarnecista, pedagog, dyrygent.

## Życiorys
Absolwent Technikum Mechanicznego w Łodzi, Średniej Szkoły Muzycznej tamże oraz Państwowej Wyższej Szkoły Muzycznej w Łodzi (klasa klarnetu).
Już w czasie studiów grał w big bandzie studenckim, a potem związał się z Rozgłośnią Polskiego Radia oraz z łódzkim Ośrodkiem Telewizji. Współpracował też z zespołami A Vista, Pro Contra (grupy wokalne), Primo Voto, AB Sound, Aerobic Band (zespoły instrumentalne). Jego piosenki śpiewała też piosenkarka Elżbieta Igras.
Jest autorem podręczników do nauki gry na klarnecie, a także programów nauczania szkolnictwa muzycznego.

## Odznaczenia
- Honorowa Odznaka Miasta Łodzi
- Złoty Krzyż Zasługi
- Krzyż Kawalerski Orderu Odrodzenia Polski
- odznaka "Zasłużony Działacz Kultury"

## Wybrane kompozycje

### Muzyka teatralna
komedie muzyczne
- Baśń o grających jabłkach (libretto Janusz Panasewicz)
- Druga wyprawa rycerza Fanfarona (libretto J. Panasewicz)
- Chłopiec z gwiazd (libretto O. Wilde)

sztuki teatralne
- Jak to w karnawale
- Apetyt na czereśnie

spektakle lalkowe
- Córka króla Balerona
- Zajęcza szkółka

### Muzyka filmowa
- 1972 Skansen pszczelarski (reż. Jerzy Gaus)
- 1975 Lato (reż. Edward Pałczyński)
- 1976 Wiosna (reż. E. Pałczyński)
- 1976 Zima (reż. E. Pałczyński)
- 1977 Ballada o ścinaniu drzewa (reż. Feridun Erol)

### Piosenki
- Jeszcze trochę lata (słowa R. Czubaczyński)
- Kochajmy wojskowe orkiestry (współautor B. Sołtysik, sł. W. Machejko)
- Ognisty ptak (sł. J. Gałkowski)
- Pod butami piasek (sł. M. Wawrzkiewicz)
- Świat starych filmów (współautor B. Sołtysik, sł. R. Czubaczyński)

### Utwory instrumentalne
- Ballada o pierwiosnku
- Przygoda w motelu
- Suita wiosenna
- Taniec dworski
- Tort urodzinowy